# Tremblay-en-France
Tremblay-en-France je francouzské město v severovýchodní části metropolitní oblasti Paříže v departementu Seine-Saint-Denis, region Île-de-France.

## Geografie
Sousední obce: Villepinte a Vaujours.

## Vývoj počtu obyvatel
Počet obyvatel

## Památky
- kostel Saint-Medárd z 16. století

## Doprava
Tremblay-en-France je dostupné linkou RER B.

## Partnerská města
- Marsciano, Burkina Faso